# Padma Shri (1990–1999)
La Padma Shri est la quatrième décoration civile en importance de l'Inde. Les récipiendaires des années 1990-1999 sont :

## 1990
| Année | Nom                                     | Domaine                  | État               | Pays      |
| ----- | --------------------------------------- | ------------------------ | ------------------ | --------- |
| 1990  | Dr. Pylore Krishnaier Rajagopalan       | Médecine                 | Tamil Nadu         | Inde      |
| 1990  | Dr. Anutosh Datta                       | Médecine                 | Bengale-Occidental | Inde      |
| 1990  | Dr. Ashok Chimanlal Shroff              | Médecine                 | Maharashtra        | Inde      |
| 1990  | Dr. Kapila Vatsyayan                    | Arts                     | Delhi              | Inde      |
| 1990  | Dr. Madhav Gajanan Deo                  | Médecine                 | Maharashtra        | Inde      |
| 1990  | Dr. Mohan Mahadeo Agashe                | Arts                     | Maharashtra        | Inde      |
| 1990  | Dr. Muthukumar Swamy Aram               | Littérature et éducation | Tamil Nadu         | Inde      |
| 1990  | Dr. Noshir Hormasji Antia               | Médecine                 | Maharashtra        | Inde      |
| 1990  | Dr. Rajinder Singh                      | Autre                    | Himachal Pradesh   | Inde      |
| 1990  | Dr. Shanmugam Kameshwaran               | Médecine                 | Tamil Nadu         | Inde      |
| 1990  | Dr. Shriniwas                           | Médecine                 | Delhi              | Inde      |
| 1990  | Dr. Shyam Singh Shashi                  | Littérature et éducation | Delhi              | Inde      |
| 1990  | Dr. Mme Kanak Yatindra Rele             | Arts                     | Maharashtra        | Inde      |
| 1990  | Prabha Atre                             | Arts                     | Maharashtra        | Inde      |
| 1990  | Guru Aribam Surchand Sharma             | Littérature et éducation | Manipur            | Inde      |
| 1990  | Mlle Chandra Prabha Aitwal              | Sports                   | Uttar Pradesh      | Inde      |
| 1990  | Mlle Leela Samson                       | Arts                     | Delhi              | Inde      |
| 1990  | Mlle Silverine Swer                     | Travail social           | Meghalaya          | Inde      |
| 1990  | Balwantrai Bhatt Bhavrang               | Arts                     | Uttar Pradesh      | Inde      |
| 1990  | Prof. Anjan Kumar Banerji               | Littérature et éducation | Uttar Pradesh      | Inde      |
| 1990  | Prof. Ashim Dasgupta                    | Littérature et éducation | Bengale-Occidental | Inde      |
| 1990  | Prof. Gisela Bonn                       | Autre                    |                    | Allemagne |
| 1990  | Prof. Gopi Chand Narang                 | Littérature et éducation | Delhi              | Inde      |
| 1990  | Prof. Mallappa Krishna Bhargava         | Médecine                 | Karnataka          | Inde      |
| 1990  | Prof. Ram Nath Shastri                  | Littérature et éducation | Jammu-et-Cachemire | Inde      |
| 1990  | M. Achyut Madhav Gokhale                | Service civil            | Delhi              | Inde      |
| 1990  | M. Allu Ramalingaiah                    | Arts                     | Andhra Pradesh     | Inde      |
| 1990  | M. Banda Vasudev Rao                    | Commerce et industrie    | Maharashtra        | Inde      |
| 1990  | M. Barjinder Singh                      | Littérature et éducation | Himachal Pradesh   | Inde      |
| 1990  | M. Behram Pirojshaw Contractor          | Littérature et éducation | Maharashtra        | Inde      |
| 1990  | M. Bishamber Khanna                     | Arts                     | Delhi              | Inde      |
| 1990  | M. Chavaly Srinivasa Sastry             | Service civil            | Delhi              | Inde      |
| 1990  | M. D.M. Alias Daya Pawar                | Littérature et éducation | Maharashtra        | Inde      |
| 1990  | M. Dagadu Maruti Govindrao Pawar        | Sciences et génie        | Maharashtra        | Inde      |
| 1990  | M. Govindan Nair Arvaindaan             | Arts                     | Kerala             | Inde      |
| 1990  | M. Gulshan Rai                          | Sports                   | Maharashtra        | Inde      |
| 1990  | M. Inder Sharma                         | Autre                    | Delhi              | Inde      |
| 1990  | M. Ishwarbhai Jivaram Patel             | Travail social           | Gujarat            | Inde      |
| 1990  | M. Jagdish Chandra Mittal               | Arts                     | Andhra Pradesh     | Inde      |
| 1990  | M. Jhaman Lal Sharma                    | Sports                   | Uttar Pradesh      | Inde      |
| 1990  | M. Jatish Chandra Bhattacharyya         | Sciences et génie        | Bengale-Occidental | Inde      |
| 1990  | M. Kamal Haasan                         | Arts                     | Tamil Nadu         | Inde      |
| 1990  | M. Kanhiya Lal Prabhakar 'Mishra'       | Littérature et éducation | Uttar Pradesh      | Inde      |
| 1990  | M. Kisan Baburao Hazare                 | Travail social           | Maharashtra        | Inde      |
| 1990  | M. Krishan Khanna                       | Arts                     | Delhi              | Inde      |
| 1990  | M. Laurie Baker                         | Sciences et génie        | Kerala             | Inde      |
| 1990  | M. Madhav Yeshwant Gadkari              | Littérature et éducation | Maharashtra        | Inde      |
| 1990  | M. Madhavan Pillai Ramakrishna Kurup    | Sciences et génie        | Kerala             | Inde      |
| 1990  | M. Madurai Ponnusamy Sethuraman Natesan | Arts                     | Tamil Nadu         | Inde      |
| 1990  | M. Maharajapuram Viswanatha Santhanam   | Arts                     | Tamil Nadu         | Inde      |
| 1990  | M. Mohammad Swaleh Ansari               | Commerce et industrie    | Uttar Pradesh      | Inde      |
| 1990  | M. Nilmani Phookan                      | Littérature et éducation | Assam              | Inde      |
| 1990  | M. Om Puri                              | Arts                     | Maharashtra        | Inde      |
| 1990  | M. Pradip Kumar Banerjee                | Sports                   | Bengale-Occidental | Inde      |
| 1990  | M. Prem Chand Degra                     | Sports                   | Pendjab            | Inde      |
| 1990  | M. Radha Mohan Gadanayak                | Littérature et éducation | Orissa             | Inde      |
| 1990  | M. Raj Bisaria                          | Arts                     | Uttar Pradesh      | Inde      |
| 1990  | M. Ram Narain Agarwal                   | Sciences et génie        | Andhra Pradesh     | Inde      |
| 1990  | M. Sattanatha MuThailandah Ganapathy    | Arts                     | Andhra Pradesh     | Inde      |
| 1990  | M. Shrad Joshi                          | Littérature et éducation | Maharashtra        | Inde      |
| 1990  | M. Taranath Narayan Shenoy              | Sports                   | Maharashtra        | Inde      |
| 1990  | M. Tarun Majumdar                       | Arts                     | Bengale-Occidental | Inde      |
| 1990  | M. Vijay Kumar Chopra                   | Littérature et éducation | Pendjab            | Inde      |
| 1990  | M. Yashpal Jain                         | Littérature et éducation | Delhi              | Inde      |
| 1990  | Mme Asghari Bai                         | Arts                     | Madhya Pradesh     | Inde      |
| 1990  | Mme Diwaliben Punjabhai Bhil            | Arts                     | Gujarat            | Inde      |
| 1990  | Mme Gulab Bai                           | Arts                     | Uttar Pradesh      | Inde      |
| 1990  | Mme Madhavi Mudgal                      | Arts                     | Delhi              | Inde      |
| 1990  | Shri. Muthiah Stapathi                  | Arts                     | Tamil Nadu         | Inde      |
| 1990  | Mme Renana Jhabvala                     | Travail social           | Gujarat            | Inde      |

## 1991
| Année | Nom                                        | Domaine                  | État               | Pays   |
| ----- | ------------------------------------------ | ------------------------ | ------------------ | ------ |
| 1991  | Dr. (Mme) Shareefunnisa Begum Ansari       | Littérature et éducation | Andhra Pradesh     | Inde   |
| 1991  | Dr. Alla Venkata Ramarao                   | Sciences et génie        | Andhra Pradesh     | Inde   |
| 1991  | Dr. Bangalore Puttaiya Radhakrishna        | Sciences et génie        | Karnataka          | Inde   |
| 1991  | Dr. Dnyandeo Yashawantrao Patil            | Travail social           | Maharashtra        | Inde   |
| 1991  | Dr. Geneshan Venkataraman                  | Sciences et génie        | Andhra Pradesh     | Inde   |
| 1991  | Dr. Govind Narain Malviya                  | Médecine                 | Uttar Pradesh      | Inde   |
| 1991  | Dr. Hosagrahar Chandrashekhariah           | Commerce et industrie    | Delhi              | Inde   |
| 1991  | Dr. Jagdish Prasad                         | Médecine                 | Delhi              | Inde   |
| 1991  | Dr. Jai Pal Singh                          | Médecine                 | Haryana            | Inde   |
| 1991  | Dr. Kantilal Hastimal Sancheti             | Travail social           | Maharashtra        | Inde   |
| 1991  | Dr. Kapil Deva Dvivedi                     | Littérature et éducation | Uttar Pradesh      | Inde   |
| 1991  | Dr. Kotturathu Mammen Cherian              | Médecine                 | Tamil Nadu         | Inde   |
| 1991  | Dr. Madan Lal Madhu                        | Littérature et éducation |                    | Russie |
| 1991  | Dr. Mahendra Kumar Goel                    | Médecine                 | Uttar Pradesh      | Inde   |
| 1991  | Dr. Mohinder Nath Passey                   | Médecine                 | Delhi              | Inde   |
| 1991  | Dr. Naresh Trehan                          | Médecine                 | Delhi              | Inde   |
| 1991  | Dr. Neelkantha Anneppa Kalyani             | Commerce et industrie    | Maharashtra        | Inde   |
| 1991  | Dr. Purohita Thirunarayana Iyengar         | Littérature et éducation | Karnataka          | Inde   |
| 1991  | Dr. Purushottam B. Buckshey                | Médecine                 | Delhi              | Inde   |
| 1991  | Dr. Raghunath Anant Mashelkar              | Sciences et génie        | Maharashtra        | Inde   |
| 1991  | Dr. Ravinder Kumar Bali                    | Médecine                 | Delhi              | Inde   |
| 1991  | Dr. Rustom Phiroze Soonawala               | Médecine                 | Maharashtra        | Inde   |
| 1991  | Dr. Sardar Anjum                           | Littérature et éducation | Punjab             | Inde   |
| 1991  | Dr. Shanno Khurana                         | Arts                     | Delhi              | Inde   |
| 1991  | Dr. Shiela Mehra                           | Médecine                 | Delhi              | Inde   |
| 1991  | Dr. Susil Chandra Munsi                    | Médecine                 | Maharashtra        | Inde   |
| 1991  | Dr. Syed Hasan                             | Littérature et éducation | Bihar              | Inde   |
| 1991  | Dr. Vishnu Bhikaji Kolte                   | Littérature et éducation | Maharashtra        | Inde   |
| 1991  | Mlle Alarmel Valli                         | Arts                     | Tamil Nadu         | Inde   |
| 1991  | Mlle Selma Juliet Christina D Silva        | Sports                   | Maharashtra        | Inde   |
| 1991  | Pandit Shivkumar Sharma                    | Arts                     | Maharashtra        | Inde   |
| 1991  | Prof. Bulusu Lakshmana Deekshatulu         | Sciences et génie        | Andhra Pradesh     | Inde   |
| 1991  | Prof. Dinabandhu Banerjee                  | Travail social           | Bengale-Occidental | Inde   |
| 1991  | Prof. Govindarajan Padmanaban              | Sciences et génie        | Karnataka          | Inde   |
| 1991  | Prof. Krishna Joshi                        | Sciences et génie        | Haryana            | Inde   |
| 1991  | Prof. Man Mohan Singh Ahuja                | Médecine                 | Delhi              | Inde   |
| 1991  | Prof. Narinder Kumar Gupta                 | Sciences et génie        | Delhi              | Inde   |
| 1991  | Prof. Sneh Bhargava                        | Médecine                 | Delhi              | Inde   |
| 1991  | Prof. (Smt) Sharda Sinha                   | Arts                     | Bihar              | Inde   |
| 1991  | M. Ashok Kumar Patel                       | Service civil            | Jammu-et-Cachemire | Inde   |
| 1991  | M. Babulal Patodi                          | Public Affairs           | Madhya Pradesh     | Inde   |
| 1991  | M. Bellur Krishnamachar Sunderraja Iyengar | Littérature et éducation | Karnataka          | Inde   |
| 1991  | M. Bharat Bhushan                          | Yoga et éducation        | Uttar Pradesh      | Inde   |
| 1991  | M. Bharath Gopi                            | Arts                     | Kerala             | Inde   |
| 1991  | M. Bimal Prashad Jain                      | Travail social           | Delhi              | Inde   |
| 1991  | M. Chiranjilal Gograj Joshi                | Travail social           | Maharashtra        | Inde   |
| 1991  | M. Dhera Ram Shah                          | Travail social           | Delhi              | Inde   |
| 1991  | M. Gopal Das Neeraj                        | Littérature et éducation | Uttar Pradesh      | Inde   |
| 1991  | M. Gurcharan Singh                         | Arts                     | Punjab             | Inde   |
| 1991  | M. Hari Govindrao                          | Public Affairs           | Maharashtra        | Inde   |
| 1991  | M. Jagdish Kashibhai Patel                 | Travail social           | Gujarat            | Inde   |
| 1991  | M. Keshav Malik                            | Littérature et éducation | Delhi              | Inde   |
| 1991  | M. Maharaj Krishan Kumar                   | Arts                     | Delhi              | Inde   |
| 1991  | M. Manu Parekh                             | Arts                     | Delhi              | Inde   |
| 1991  | M. Mehmood-ur Rahman                       | Service civil            | Jammu-et-Cachemire | Inde   |
| 1991  | M. Namdeo Dhondo Manohar                   | Littérature et éducation | Maharashtra        | Inde   |
| 1991  | M. Padamanur Ananda Rau                    | Commerce et industrie    | Tamil Nadu         | Inde   |
| 1991  | M. Prakash Singh                           | Service civil            | Uttar Pradesh      | Inde   |
| 1991  | M. R.K. Lelhluna                           | Littérature et éducation | Mizoram            | Inde   |
| 1991  | M. R.S. Narayan Singhdeo                   | Arts                     | Bihar              | Inde   |
| 1991  | M. Rakesh Bakshi                           | Sciences et génie        | Delhi              | Inde   |
| 1991  | M. Ram Ganpati                             | Service civil            | Delhi              | Inde   |
| 1991  | M. Ramanarayan Upadhyaya                   | Littérature et éducation | Madhya Pradesh     | Inde   |
| 1991  | M. Ramesh Gelli                            | Commerce et industrie    | Karnataka          | Inde   |
| 1991  | M. Rameshwar Singh Kashyap                 | Littérature et éducation | Bihar              | Inde   |
| 1991  | M. Ranbir Singh Bisht                      | Arts                     | Uttar Pradesh      | Inde   |
| 1991  | M. Rudraradhya Muddu Basavardhya           | Travail social           | Karnataka          | Inde   |
| 1991  | M. Satis Chandra Kakati                    | Littérature et éducation | Assam              | Inde   |
| 1991  | M. Shadi Lal Dhawan                        | Littérature et éducation | Delhi              | Inde   |
| 1991  | M. Shreekrishna Mahadeo Beharay            | Travail social           | Maharashtra        | Inde   |
| 1991  | M. Sonam Paljor                            | Sports                   | Uttarakhand        | Inde   |
| 1991  | M. Sundaram Ramakrishnan                   | Travail social           | Maharashtra        | Inde   |
| 1991  | M. Surendra Y. Mohanty                     | Littérature et éducation | Orissa             | Inde   |
| 1991  | M. Thacheril Govindan Kutty Menon          | Travail social           | Madhya Pradesh     | Inde   |
| 1991  | M. Vasantrao Srinivassa Dempo              | Commerce et industrie    | Goa                | Inde   |
| 1991  | M. Venkatasan Padmanabhan                  | Travail social           | Tamil Nadu         | Inde   |
| 1991  | Mme Mani Narayan                           | Arts                     | Maharashtra        | Inde   |
| 1991  | Mme Pratima Barua Pandey                   | Arts                     | Assam              | Inde   |
| 1991  | Mme Shila Jhunjhunwala                     | Littérature et éducation | Delhi              | Inde   |
| 1991  | Mme Ujwala Patil                           | Sports                   | Maharashtra        | Inde   |
| 1991  | Mme Vimla Dang                             | Travail social           | Punjab             | Inde   |
| 1991  | Ustad Ghulam Mustafa Khan                  | Arts                     | Maharashtra        | Inde   |
| 1991  | Ustad Hafeez Ahmed Khan                    | Arts                     | Delhi              | Inde   |

## 1992
| Année | Nom                                                  | Domaine                  | État               | Pays        |
| ----- | ---------------------------------------------------- | ------------------------ | ------------------ | ----------- |
| 1992  | Dr. Amrit Tewari                                     | Médecine                 | Chandigarh         | Inde        |
| 1992  | Dr. Anil Kohil                                       | Médecine                 | Delhi              | Inde        |
| 1992  | Dr. Burjor Cavas Dastur                              | Médecine                 | Maharashtra        | Inde        |
| 1992  | Dr. Esther Abrham Solomon                            | Littérature et éducation | Gujarat            | Inde        |
| 1992  | Dr. Janardan Shankar Mahashabde                      | Médecine                 | Madhya Pradesh     | Inde        |
| 1992  | Dr. Joseph Allen Stein                               | Sciences et génie        | Delhi              | Inde        |
| 1992  | Dr. Kameshwar Prasad                                 | Médecine                 | Delhi              | Inde        |
| 1992  | Dr. Khalid Hameed                                    | Médecine                 |                    | Royaume-Uni |
| 1992  | Dr. Lovelin Kumar Gandhi                             | Médecine                 | Delhi              | Inde        |
| 1992  | Dr. Luis Jose De Souza                               | Médecine                 | Maharashtra        | Inde        |
| 1992  | Dr. Mahamaya Prasad Dubey                            | Médecine                 | Delhi              | Inde        |
| 1992  | Dr. Moirangthem Kirti Singh                          | Littérature et éducation | Manipur            | Inde        |
| 1992  | Dr. Nataraja Ramakrishna                             | Arts                     | Andhra Pradesh     | Inde        |
| 1992  | Dr. Pakkiam Vaikundam Arulanandam Mohandas           | Médecine                 | Tamil Nadu         | Inde        |
| 1992  | Dr. Rajammal Packiyanathan Devadas                   | Littérature et éducation | Tamil Nadu         | Inde        |
| 1992  | Dr. Ramesh Kumar                                     | Médecine                 | Delhi              | Inde        |
| 1992  | Dr. Rathindra Datta                                  | Médecine                 | Tripura            | Inde        |
| 1992  | Dr. Vijayakumar Swarupchand Shah                     | Médecine                 | Maharashtra        | Inde        |
| 1992  | Dr. Vinod Prakash Sharma                             | Sciences et génie        | Delhi              | Inde        |
| 1992  | Dr. Vishnu Ganesh Bhide                              | Littérature et éducation | Maharashtra        | Inde        |
| 1992  | Dr. Zal Sohrab Tarapore                              | Sciences et génie        | Maharashtra        | Inde        |
| 1992  | Dr. (Mme) Inderjit Kaur Barthakur                    | Service civil            | Delhi              | Inde        |
| 1992  | Dr. (Mme) Usha Kehar Luthra                          | Médecine                 | Delhi              | Inde        |
| 1992  | Guru Pankaj Charan Das                               | Arts                     | Orissa             | Inde        |
| 1992  | Hony Shriram Singh                                   | Sports                   | Delhi              | Inde        |
| 1992  | Asha Parekh as Mlle Asha Bachubai Parekh             | Arts                     | Maharashtra        | Inde        |
| 1992  | Mlle Srirangam Gopalarathnam                         | Arts                     | Andhra Pradesh     | Inde        |
| 1992  | Prf. Bratindra Nath Mukherjee                        | Autre                    | Bengale-Occidental | Inde        |
| 1992  | Prof. Gopalasamudram Sitaraman Venkataraman          | Médecine                 | Tamil Nadu         | Inde        |
| 1992  | Prof. Laxmi Narayan Dubey                            | Littérature et éducation | Madhya Pradesh     | Inde        |
| 1992  | Prof. Saiyid Amir Hasan Abidi                        | Littérature et éducation | Delhi              | Inde        |
| 1992  | Prof. Vangalampalayam Chellappagounder Kulandaiswamy | Littérature et éducation | Delhi              | Inde        |
| 1992  | Prof. Vasant Shankar Kanetkar                        | Littérature et éducation | Maharashtra        | Inde        |
| 1992  | M. (Mir) Mushtaq Ahmed                               | Littérature et éducation | Delhi              | Inde        |
| 1992  | M. Ajit Pal Singh                                    | Sports                   | Delhi              | Inde        |
| 1992  | M. Alfred Georg Wuerfel                              | Autre                    | Delhi              | Inde        |
| 1992  | M. Anandji Virji Shah                                | Arts                     | Maharashtra        | Inde        |
| 1992  | M. Aspy Darabshaw Adajania                           | Sports                   | Maharashtra        | Inde        |
| 1992  | M. Bal Krishen Thapar                                | Littérature et éducation | Delhi              | Inde        |
| 1992  | M. Bhagaban Sahu                                     | Arts                     | Orissa             | Inde        |
| 1992  | M. Biren De                                          | Arts                     | Delhi              | Inde        |
| 1992  | M. Chittu Tudu                                       | Arts                     | Bihar              | Inde        |
| 1992  | M. Chuauhang Rokhuma                                 | Travail social           | Mizoram            | Inde        |
| 1992  | M. Dharam Pal Saini                                  | Travail social           | Madhya Pradesh     | Inde        |
| 1992  | M. Gjanardhana Puranik Narayana Rao                  | Sciences et génie        |                    | Bhoutan     |
| 1992  | M. Gulabdas Harjivandas Broker                       | Littérature et éducation | Maharashtra        | Inde        |
| 1992  | M. Homi Jehangir Hormusji Taleyarkhan                | Public Affairs           | Maharashtra        | Inde        |
| 1992  | M. Hukam Singh                                       | Sports                   | Delhi              | Inde        |
| 1992  | M. Jagjit Singh Hara                                 | Sciences et génie        | Punjab             | Inde        |
| 1992  | M. Jitendra Narain Saksena                           | Service civil            | Delhi              | Inde        |
| 1992  | M. K.K. Nair alias K. Chaitanya                      | Littérature et éducation | Delhi              | Inde        |
| 1992  | M. Kailash Singh Sankhala                            | Sciences et génie        | Rajasthan          | Inde        |
| 1992  | M. Kalyanji Virji Shah                               | Arts                     | Maharashtra        | Inde        |
| 1992  | M. Kandathil Mammen Mappillai                        | Commerce et industrie    | Tamil Nadu         | Inde        |
| 1992  | M. Kasinadhuni Viswanath                             | Arts                     | Andhra Pradesh     | Inde        |
| 1992  | M. Lalchand Hirachand                                | Commerce et industrie    | Maharashtra        | Inde        |
| 1992  | M. Maadari Bhagya Gautam                             | Public Affairs           | Andhra Pradesh     | Inde        |
| 1992  | M. Madhava Ashish                                    | Sciences et génie        | Uttar Pradesh      | Inde        |
| 1992  | M. Madurai Narayanan Krishnan                        | Arts                     | Tamil Nadu         | Inde        |
| 1992  | M. Mahipatrai Jadavji                                | Travail social           | Maharashtra        | Inde        |
| 1992  | M. Manoj Kumar                                       | Arts                     | Maharashtra        | Inde        |
| 1992  | M. Mathura Nath Bhattacharyya                        | Médecine                 | Assam              | Inde        |
| 1992  | M. Mayankote Kelath Narayanan                        | Service civil            | Delhi              | Inde        |
| 1992  | M. Muthu Muthiah Sthapathi                           | Arts                     | Tamil Nadu         | Inde        |
| 1992  | M. Nilkanth Yeshwant Khadilkar                       | Littérature et éducation | Maharashtra        | Inde        |
| 1992  | M. Nisith Ranjan Ray                                 | Littérature et éducation | Bengale-Occidental | Inde        |
| 1992  | M. Oudh Narayan Shrivastava                          | Service civil            | Delhi              | Inde        |
| 1992  | M. Ram Sarup Lugani                                  | Littérature et éducation | Delhi              | Inde        |
| 1992  | M. Ramsing Fakiraji Bhanavat                         | Travail social           | Maharashtra        | Inde        |
| 1992  | M. Shanti Lal Jain                                   | Autre                    | Delhi              | Inde        |
| 1992  | M. Tadepalli Venkanna                                | Arts                     | Andhra Pradesh     | Inde        |
| 1992  | M. Tapan Sinha                                       | Arts                     | Bengale-Occidental | Inde        |
| 1992  | M. Thaikkattu Neelakandhan Mooss                     | Médecine                 | Kerala             | Inde        |
| 1992  | M. Vaman Balkrishna Naique Sardesai                  | Public Affairs           | Goa                | Inde        |
| 1992  | M. William Mark Tully                                | Littérature et éducation | Delhi              | Inde        |
| 1992  | Sister Felisa Garbala                                | Travail social           | Gujarat            | Inde        |
| 1992  | Mme Chitra Visweswaran                               | Arts                     | Tamil Nadu         | Inde        |
| 1992  | Mme Jaya Bachchan                                    | Arts                     | Maharashtra        | Inde        |
| 1992  | Mme Meenakshi Sargogi                                | Commerce et industrie    | Bengale-Occidental | Inde        |
| 1992  | Mme Meera Mukherjee                                  | Arts                     | Bengale-Occidental | Inde        |
| 1992  | Mme Rukmini Baburao Pawar                            | Commerce et industrie    | Maharashtra        | Inde        |
| 1992  | Mme Shanthi Ranganathan Ranganathan                  | Travail social           | Tamil Nadu         | Inde        |
| 1992  | Mme Shovana Narayan                                  | Littérature et éducation | Delhi              | Inde        |
| 1992  | Mme Sundari Krishnalal Shridharani                   | Arts                     | Delhi              | Inde        |
| 1992  | Mme Sunita Kohli                                     | Arts                     | Delhi              | Inde        |
| 1992  | Mme Vidyaben Shah                                    | Travail social           | Delhi              | Inde        |
| 1992  | Ustad Sabri Khan                                     | Arts                     | Delhi              | Inde        |

## 1998
| Année | Nom                                     | Domaine                  | État               | Pays |
| ----- | --------------------------------------- | ------------------------ | ------------------ | ---- |
| 1998  | Cardinal Antony Padiyara                | Travail social           | Kerala             | Inde |
| 1998  | Dr. Manmohan Attavar                    | Sciences et génie        | Karnataka          | Inde |
| 1998  | Hon. Lila Ram                           | Sports                   | Haryana            | Inde |
| 1998  | Ms. Kanta Tyagi                         | Travail social           | Madhya Pradesh     | Inde |
| 1998  | Prof. Aditya Naraian Purohit            | Sciences et génie        | Uttarakhand        | Inde |
| 1998  | Prof. Brijinder Nath Goswamy            | Littérature et éducation | Chandigarh         | Inde |
| 1998  | Prof. Gurdial Singh                     | Littérature et éducation | Punjab             | Inde |
| 1998  | Prof. Priyambada Mohanty Hejmadi        | Sciences et génie        | Orissa             | Inde |
| 1998  | Prof. Ranjit Roy Chaudhury              | Médecine                 | Delhi              | Inde |
| 1998  | M. Chewang Phunsog                      | Service civil            | Delhi              | Inde |
| 1998  | M. Kongbrailatpam Ibomcha Sharma        | Arts                     | Manipur            | Inde |
| 1998  | M. Krishnarao Ganpatrao Sable           | Arts                     | Maharashtra        | Inde |
| 1998  | M. Kunja Bihari Meher                   | Arts                     | Orissa             | Inde |
| 1998  | M. Narayan Gangaram Surve               | Littérature et éducation | Maharashtra        | Inde |
| 1998  | M. Naushad Ismail Padamsee              | Commerce et industrie    | Maharashtra        | Inde |
| 1998  | Prof. Ottaplakkal Neelakanta Velu Kurup | Littérature et éducation | Kerala             | Inde |
| 1998  | Dr. Mammootty                           | Arts                     | Kerala             | Inde |
| 1998  | M. Pargat Singh                         | Sports                   | Punjab             | Inde |
| 1998  | M. Pradhan Shambu Saran                 | Sciences et génie        | Delhi              | Inde |
| 1998  | M. Ralte Vanlawma                       | Travail social           | Mizoram            | Inde |
| 1998  | M. Ramesh Krishnan                      | Sports                   | Tamil Nadu         | Inde |
| 1998  | M. Shambu Nath Khajuria                 | Travail social           | Jammu-et-Cachemire | Inde |
| 1998  | M. Suryadevara Ramachandra Rao          | Service civil            | Gujarat            | Inde |
| 1998  | M. Uppalapu Srinivas                    | Arts                     | Tamil Nadu         | Inde |
| 1998  | M. V. K. Saraswat                       | Sciences et génie        | Andhra Pradesh     | Inde |
| 1998  | Sister Leonarda Angela Casiraghi        | Travail social           | Karnataka          | Inde |
| 1998  | Mme Dipali Borthakur                    | Arts                     | Assam              | Inde |
| 1998  | Mme Lalsangzuali Sailo                  | Littérature et éducation | Mizoram            | Inde |
| 1998  | Mme Shantha Sinha                       | Travail social           | Andhra Pradesh     | Inde |
| 1998  | Mme Shiny Wilson                        | Sports                   | Tamil Nadu         | Inde |
| 1998  | Mme Zohra Sehgal                        | Arts                     | Delhi              | Inde |

## 1999
| Année | Nom                                    | Domaine                  | État                    | Pays       |
| ----- | -------------------------------------- | ------------------------ | ----------------------- | ---------- |
| 1999  | Brigadier Thenphunga Sailo             | Travail social           | Mizoram                 | Inde       |
| 1999  | Dr. (Mme) Saryu Vinod Doshi            | Arts                     | Maharashtra             | Inde       |
| 1999  | Dr. (Mme) Sumati Mutatkar              | Arts                     | Delhi                   | Inde       |
| 1999  | Dr. Bashir Badr                        | Littérature et éducation | Madhya Pradesh          | Inde       |
| 1999  | Dr. Kanhaiya Lal Nandan                | Littérature et éducation | Delhi                   | Inde       |
| 1999  | Dr. Kurudamanni A. Abraham             | Médecine                 | Tamil Nadu              | Inde       |
| 1999  | Dr. Mangina Venkateswara Rao           | Sciences et génie        | Andhra Pradesh          | Inde       |
| 1999  | Dr. Panniyampilly Krishna Warrier      | Médecine                 | Kerala                  | Inde       |
| 1999  | Dr. Raj Bothra                         | Médecine                 |                         | États-Unis |
| 1999  | Dr. Rehmath Beegum Sailaniyoda         | Médecine                 | Îles Andaman-et-Nicobar | Inde       |
| 1999  | Dr. Satinder Kumar Sikka               | Sciences et génie        | Haryana                 | Inde       |
| 1999  | Dr. Satya Vrat Shastri                 | Littérature et éducation | Delhi                   | Inde       |
| 1999  | Prof Asis Datta                        | Sciences et génie        | Uttar Pradesh           | Inde       |
| 1999  | Prof. Indira Nath                      | Sciences et génie        | Delhi                   | Inde       |
| 1999  | M. Acharya Ramamurti                   | Travail social           | Bihar                   | Inde       |
| 1999  | M. Gian Prakash Chopra                 | Littérature et éducation | Delhi                   | Inde       |
| 1999  | M. Harshavardhan Neotia                | Commerce et industrie    | Bengale-Occidental      | Inde       |
| 1999  | M. Jaganmoy Mitra alias Sursagar       | Arts                     | Maharashtra             | Inde       |
| 1999  | M. Javed Akhtar                        | Arts                     | Maharashtra             | Inde       |
| 1999  | M. Mallasamudram Subramanyam Ramakumar | Sciences et génie        | Maharashtra             | Inde       |
| 1999  | M. Namdev Dhasal                       | Littérature et éducation | Maharashtra             | Inde       |
| 1999  | M. Natwarbhai Thakkar                  | Travail social           | Nagaland                | Inde       |
| 1999  | M. Rajkumar Jhalajit Singh             | Littérature et éducation | Manipur                 | Inde       |
| 1999  | M. Ram Vanji Sutar                     | Arts                     | Uttar Pradesh           | Inde       |
| 1999  | M. Ruskin Bond                         | Littérature et éducation | Uttarakhand             | Inde       |
| 1999  | M. Sachin Ramesh Tendulkar             | Sports                   | Maharashtra             | Inde       |
| 1999  | M. Tsering Wangdus                     | Arts                     | Jammu-et-Cachemire      | Inde       |
| 1999  | M. Virendra Singh Sethi                | Sciences et génie        | Chandigarh              | Inde       |
| 1999  | Mme Karnam Malleswari                  | Sports                   | Andhra Pradesh          | Inde       |
| 1999  | Mme Shayama Chona                      | Littérature et éducation | Delhi                   | Inde       |
| 1999  | Mme Shobha Deepak Singh                | Arts                     | Delhi                   | Inde       |
| 1999  | Mme Sulochana Shankarrao Latkar        | Arts                     | Maharashtra             | Inde       |
| 1999  | Vaidya Balendu Prakash                 | Médecine                 | Uttarakhand             | Inde       |
| 1999  | Vaidya Devendra Triguna                | Médecine                 | Delhi                   | Inde       |